# Liste der polnischen Botschafter in Genf
Vertreter der polnischen Regierung beim Völkerbund und beim Büro der Vereinten Nationen in Genf.
| Ernannt       | Name                         | Bemerkungen     | Präsident Polens               |               |
| ------------- | ---------------------------- | --------------- | ------------------------------ | ------------- |
| 1919          | Ignacy Jan Paderewski        |                 | Józef Piłsudski                | 1920          |
| 1920          | Szymon Askenazy              |                 | Józef Piłsudski                | 1923          |
| 6. Apr. 1924  | Aleksander Skrzyński         |                 | Stanisław Wojciechowski        | 27. Juli 1924 |
| 1924          | Kajetan Morawski             |                 | Stanisław Wojciechowski        |               |
| 14. Jan. 1926 | Franciszek Sokal             |                 | Ignacy Mościcki                | 31. März 1932 |
| 1. Apr. 1932  | Tadeusz Gwiazdoski           |                 | Ignacy Mościcki                | 8. Nov. 1932  |
| 8. Nov. 1932  | Edward Raczyński             |                 | Ignacy Mościcki                | 1934          |
| 1934          | Tytus Komarnicki             |                 | Ignacy Mościcki                | 1939          |
| 1939          | Sylwin Strakacz              |                 | Bolesław Wieniawa-Długoszowski |               |
| 1940          | Stanisław Albrecht Radziwiłł |                 | Władysław Raczkiewicz          | 1945          |
| 1957          | Adam Meller                  |                 | Aleksander Zawadzki            | 1965          |
| 1984          | Stanisław Turbański          |                 | Henryk Jabłoński               | 1987          |
| 1988          | Bogumił Sujka                |                 | Wojciech Jaruzelski            | 1989          |
| 1999          | Krzysztof Jakubowski         |                 | Aleksander Kwaśniewski         | 2004          |
| 2004          | Zdzisław Rapacki             |                 | Aleksander Kwaśniewski         | 2010          |
| 2010          | Remigiusz Henczel            | [ 1 ]           | Bronisław Komorowski           | 2015          |
| 2015          | Piotr Stachańczyk            | [ 2 ]           | Bronisław Komorowski           | 2017          |
| 2018          | Zbigniew Czech               | [ 3 ]           | Andrzej Duda                   | 2024          |
| 2024          | Mirosław Broiło              | Geschäftsträger |                                |               |

Quelle für Liste